# Desgast

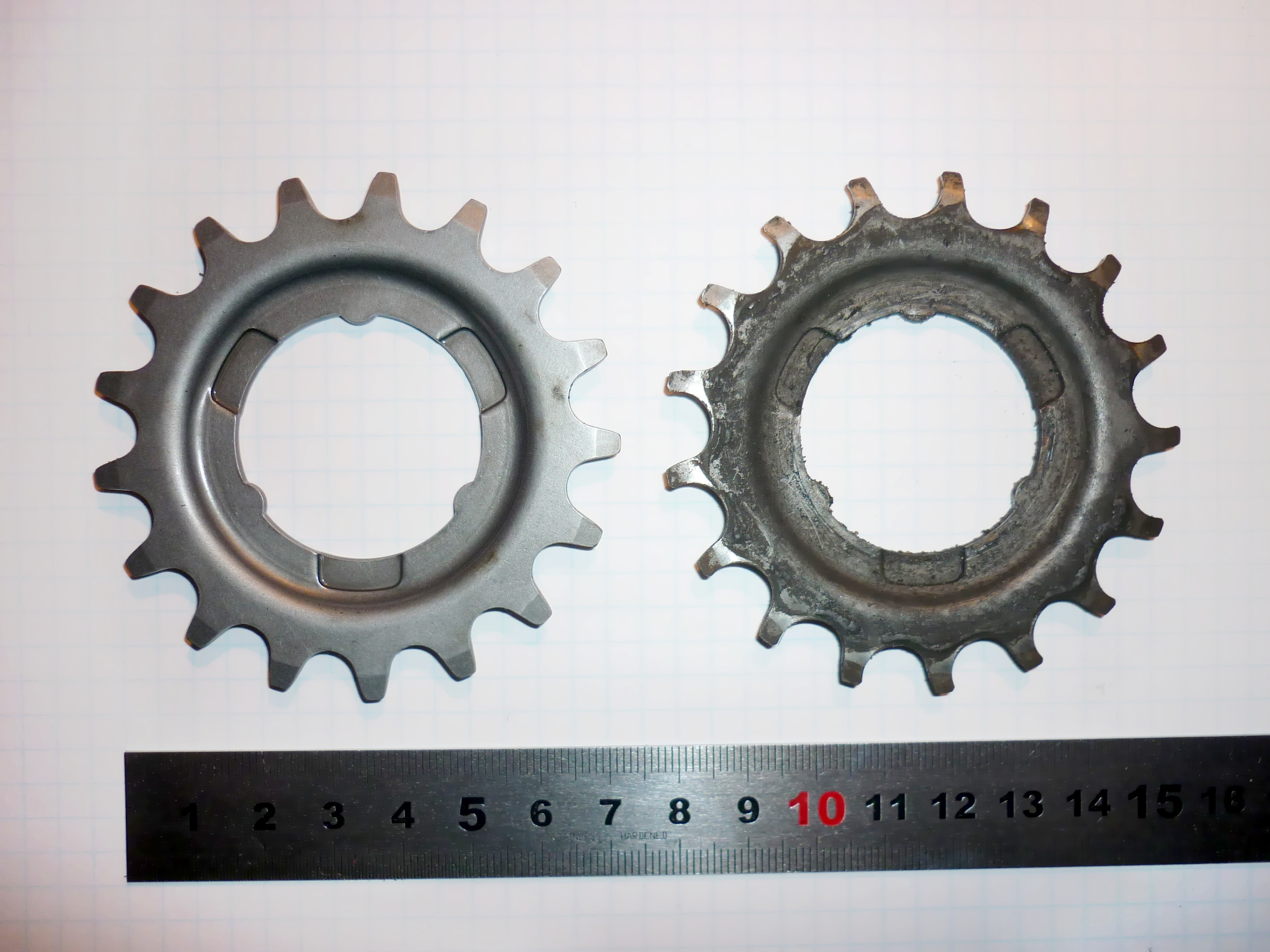
Pinyó posterior d'una bicicleta: el de l'esquerra està per estrenar, i el de la dreta està desgastat a causa de la seva utilització

En ciència de materials, el desgast és l'erosió de material soferta per la superfície d'un cos respecte al seu estat original causada per l'acció d'una altra superfície. Està relacionat amb les interaccions entre superfícies i més específicament amb l'eliminació i deformació de material d'una superfície com a resultat d'una acció mecànica d'una superfície oposada. L'assaig de desgast i de frec fa part de les proves de certificació de materials. És un fenomen complex i aleshores difícil per modelitzar sense assaig en condicions reals, com que el desgast no depèn solament del material in se, però també del material encontrat, d'interaccions físiques i químiques (com per exemple l'oxidació) i de substàncies intermèdies, com els lubrificants, la humitat, gasos, etc.
En disseny industrial es troba el dil·lema entre la voluntat d'un costat de reduir el desgast per augmentar la vida, la qualitat i la fiabilitat d'un producte i d'un altre costat l'obsolescència programada, per tal d'incitar l'utilitzador a comprar un producte nou i fer funcionar el mercat.

## Tipus
L'estudi dels processos de desgast és part de la ciència de la tribologia. La naturalesa complexa del desgast ha retardat el seu estudi i l'ha encaminat cap a mecanismes o processos específics de desgast. Alguns mecanismes (o processos) específics de desgast són els següents:
1. Desgast adhesiu
2. Desgast abrasiu
3. Fatiga superficial
4. Desgast per fricció
5. Desgast erosiu

A més dels anteriors, existeixen altres tipus de desgast que es troben correntment en la literatura especialitzada com el desgast per impacte, per cavitació, difusiu i corrosiu.